# Marcelo Marmelo Martelo (série de televisão)
Marcelo Marmelo Martelo é uma série de televisão via streaming brasileira produzida pela VIS (Paramount+) com parceria da produtora Coiote, baseado no livro infantil de mesmo nome escrita por Ruth Rocha, com direção geral de Eduardo Vaisman, direção de episódios de Maria Farkas e Tom Hamburger e roteiro de Alice Gomes e Thamires S. Gomes. As filmagens foram concluídas em setembro de 2022 e estreou no dia 8 de julho de 2023. A série foi indicada ao prêmio suíço Rose d'Or como melhor série infanto-juvenil de 2023.

## Adaptação
É a primeira vez que a autora, que completou 91 anos em 2022, libera os direitos para uma adaptação audiovisual. Ruth faz uma participação especial na produção.
| “ | "Eu estou muito alegre! Ver uma obra minha retratada em uma série audiovisual é uma coisa concreta, poder acompanhar meus personagens em ação... Estou achando isso muito divertido", | ” |

## Sinopse
João Martelo (Oscar Filho), pai de Marcelo Marmelo Martelo (Enzo Rosetti), volta ao Bairro do Caramelo, local em que morou durante a infância, trazendo junto sua esposa Laura Marmelo (Priscila Sol) e sua filha Aninha (Clarinha Jordão). Rapidamente, Marcelo conhece seus novos companheiros de aventuras: Catapimba (David Martins), Teresinha (Rihanna Barbosa) e Gabriela (Lara Capuzzo) que vão ajudá-lo a descobrir os mistérios da Morada Desmorada, uma antiga residência que a corretora de imóveis Carminha Tavares (Antoniela Canto) quer vender à todo o custo com o auxílio de seu parceiro de falcatruas, o dono da venda local Seu Manoel (Theo Werneck).

## Música-Tema
A música-tema da série é interpretada por Arnaldo Antunes e foi composta por Diogo Poças, Leonardo Mendes e Ian Cardoso.

## Lançamento
Houve uma coletiva de imprensa no dia 4 de julho de 2023 onde o elenco principal pode repercutir a série. Enzo Rosetti e Oscar Filho, interpretes de Marcelo e seu pai na série, falaram sobre a responsabilidade de adaptar a obra literária para o audiovisual.
No dia 8 de julho, lançamento da série foi realizado pela Paramount+ durante o segundo dia da VidCon São Paulo com a presença do elenco principal da série contando com a participação especial da autora, Ruth Rocha, em vídeo. Durante uma conversa mediada por Karin Hils, uma das atrizes da série, os atores Enzo Rosetti, Davi Martins, Rihanna Barbosa e Lara Capuzzo, ao lado de Oscar Filho, Antoniela Canto, Theo Werneck e Priscila Sol falaram sobre curiosidades da série e realizaram alguns desafios.

## Exibição
A série está sendo exibida no Brasil pela Paramount+ e Nickelodeon e no restante da América Latina pela Paramount+. Também será exibida no Canadá, Reino Unido, Austrália, Áustria, França, Alemanha, Irlanda, Itália e Suíça.
Depois do episódio final da série, o canal continua exibido os reprises até que deixou de exibir em de segundas e sextas em 16 de outubro de 2023, sendo substituído no lugar no The Loud House e mudou para os sábados até que teve a última transmissão em 27 de janeiro de 2024, sendo substituído no lugar do Bob Esponja.
Em 17 de fevereiro de 2024, a série foi removida na Paramount+.

## Elenco
Lista de elenco mirim e adulto
| Ator/Atriz        | Personagem              |
| ----------------- | ----------------------- |
| Enzo Rosetti      | Marcelo Marmelo Martelo |
| David Martins     | Catapimba               |
| Rihanna Barbosa   | Teresinha               |
| Lara Capuzzo      | Gabriela                |
| Oscar Filho       | João Martelo            |
| Priscila Sol      | Laura Marmelo           |
| Clarinha Jordão   | Aninha Marmelo          |
| Antoniela Canto   | Carminha Tavares        |
| Theo Werneck      | Seu Manoel              |
| Marcia Manfredini | Tia Zuzu                |
| Billy Saga        | Luiz Claudio            |
| Karin Hils        | Cristina                |
| Alexandre Ogata   | Pipoqueiro Nicolau      |

## Episódios
| N.º | Título                    | Lançamento original | Exibição original      |
| --- | ------------------------- | ------------------- | ---------------------- |
| 1 | "Marcelo Marmelo Martelo" | 8 de julho de 2023  | 8 de julho de 2023     |
| Marcelo se muda para o bairro do Caramelo, conhece novos amigos e juntos descobrem uma misteriosa máquina em uma casa abandonada. Com sua mania de inventar palavras, ele acaba causando muita confusão.    |                           |                     |                        |
| 2 | "Desfuncionice"           | 8 de julho de 2023  | 15 de julho de 2023    |
| Marcelo causa confusão na semana da Desfuncionice e todo mundo fica sem função; Manoel e Carminha preparam a venda da Moradeira e a turma percebe que tudo fica melhor quando cada tem sua função.          |                           |                     |                        |
| 3 | "Meiossário do Catapimba" | 8 de julho de 2023  | 22 de julho de 2023    |
| Marcelo questiona por que aniversários são uma vez por ano e resolve fazer um "meiossário". A turma não planeja a festa e tudo dá errado. Carminha faz um evento na Moradeira e a turma atrapalha tudo.     |                           |                     |                        |
| 4 | "Eumesmice"               | 8 de julho de 2023  | 29 de julho de 2023    |
| Marcelo questiona por que cada um é do jeito que é. Ele e a turma brincam de troca de personalidades, ou melhor, "eumesmices"; Manoel banca o cientista e tenta copiar uma assinatura para a venda da casa. |                           |                     |                        |
| 5 | "Moitarar"                | 8 de julho de 2023  | 5 de agosto de 2023    |
| Depois de receber um troco em balas, Marcelo questiona o que vale o dinheiro e acaba criando uma nova economia no bairro; um golpista com um falso bilhete premiado quase engana Carminha e Manoel.         |                           |                     |                        |
| 6 | "Desinternetizar"         | 8 de julho de 2023  | 12 de agosto de 2023   |
| Marcelo acha que todos estão vidrados na Internet e resolve desinternetizar o bairro, junto com sua turma e com uma ajuda de GENI. Mas com isso, acabam atraindo um excêntrico comprador pra Moradeira.     |                           |                     |                        |
| 7 | "Amiguília"               | 8 de julho de 2023  | 19 de agosto de 2023   |
| Marcelo questiona o conceito de família e de obedecer às regras dos pais, criando seu próprio tipo de família: a Amiguília; uma banda pop chega ao bairro para comprar a Moradeira.                         |                           |                     |                        |
| 8 | "Sucolate infinito"       | 8 de julho de 2023  | 26 de agosto de 2023   |
| Marcelo quer ter achocolatado infinito e questiona por que só sai água da torneira. Com ajuda da GENI, a turma espalha sucolate pelo encanamento do bairro, atraindo um novo comprador para a Moradeira.    |                           |                     |                        |
| 9 | "Cincatlo do Caramelo"    | 8 de julho de 2023  | 2 de setembro de 2023  |
| Marcelo cria um torneio esportivo: o Cincatlo do Caramelo, com provas muito originais. Uma atleta profissional se interessa pela Moradeira e pela competição, e as crianças vão ter que suar a camisa.      |                           |                     |                        |
| 10 | "Desazarar"               | 8 de julho de 2023  | 9 de setembro de 2023  |
| É sexta-feira 13 e o azar está à solta. Marcelo se pergunta se é possível driblar o azar e desazarar o bairro. Ele e os amigos tentam espalhar a sorte, mas quase ajudam na venda da Moradeira.             |                           |                     |                        |
| 11 | "Antitragedário"          | 8 de julho de 2023  | 16 de setembro de 2023 |
| Marcelo acha que o jornal só tem notícia ruim, devia até se chamar tragedário. Por que as crianças não podem noticiar suas próprias matérias, só de coisa boa? A turma cria um jornal anti-tragedário.      |                           |                     |                        |
| 12 | "Criancante do Caramelo"  | 8 de julho de 2023  | 23 de setembro de 2023 |
| Marcelo questiona por que só adultos governam e se candidata a representante do bairro, ou melhor, criançante; Carminha e Manoel querem benefícios e ele se candidata para se livrarem da Moradeira.        |                           |                     |                        |
| 13 | "Noitia na Moradeira"     | 8 de julho de 2023  | 30 de setembro de 2023 |
| Marcelo questiona por que dormimos de noite e ficamos acordados de dia e faz uma noitia na Moradeira; a turma atrapalha mais uma possível venda de Carminha e descobre quem é o irmão de Batista.           |                           |                     |                        |

## Prêmios
| Ano  | Prêmio(s) | Categoria                  | Nomeado(s)                | Result   | Ref.  |
| ---- | --------- | -------------------------- | ------------------------- | -------- | ----- |
| 2023 | Rose d'Or | Infantil o Infanto-Juvenil | Marcelo, Marmelo, Martelo | Indicado | [ 4 ] |